# Carmen Castañeda
Carmen Castañeda García (Guadalajara, Jalisco, 20 de diciembre de 1941-mayo de 2007) fue una historiadora, profesora e investigadora especializada en la historia de la educación.

## Estudios y actividad académica
Estudió en la Escuela Normal de Jalisco, graduándose en 1960. Se desempeñó como profesora de escuelas primarias y participó en la elaboración de los libros de texto de la SEP de 1970 a 1972. En 1969 obtuvo el grado de maestría en Historia en la Universidad de Guadalajara. Posteriormente, en 1974 obtuvo el doctorado en El Colegio de México. Desde sus estudios de posgrado sus intereses giraron en torno a los estudios universitarios durante  la época colonial. También realizó investigaciones en archivos de Sevilla y Madrid en 1975 y 1976. Un año después dio clases en la Universidad Nacional Autónoma de México.
Al regresar de México, fue profesora en la Universidad de Guadalajara durante más de veinte años. Asimismo, fue investigadora de El Colegio de Jalisco durante 1983-1990 y formó parte del Centro de Investigaciones y Estudios Superiores de Antropología Social (CIESAS), donde dirigió seminarios y realizó diversas actividades académicas. Además, fue directora del Archivo Histórico de Jalisco desde 1978 hasta 1985.

## Obra
Sus investigaciones ocuparon metodologías de la historia regional y urbana para explicar la importancia de Guadalajara en una amplia zona que sobrepasaba los límites políticos de la Real Audiencia. Asimismo, una de sus aportaciones fue vincular la historia la educación con su entorno social, político y cultural y superar a la historiografía tradicional que solo ofrecía descripciones de las instituciones y centros educativos y sus planes de estudio. De esta forma, realizó estudios sobre escuelas de primeras letras, seminarios, la Real Universidad de Guadalajara, así como de su población estudiantil y de doctores (en los que también resaltó la importancia de la aplicación del método cuantitativo) y su relación con la élite política. Sus intereses también se extendieron a temas relacionados con la historia del libro, de la lectura y de la alfabetización. Posteriormente, también incursionó en cuestiones como la historia de la familia y de las mujeres. Algunos de sus libros son:
- La educación en Guadalajara durante la Colonia, 1984[4]
- Violación, estupro y sexualidad. Nueva Galicia 1790-1821, 1989
- “Metodología para la historia social y cultural de las universidades del antiguo régimen”

## Premios[2]y reconocimientos
- "Libreros de Guadalajara", 1985
- "Premio Quetzalcóatl", 1991
- "Premio CIESAS", 1992
- Presea "Severo Díaz Galindo", 2001

La biblioteca del CIESAS fue llamada "Carmen Castañeda García" en su honor, además de que resguarda el archivo con su documentación personal.